# Drei Begegnungen
Drei Begegnungen, auch Dreimalige Begegnung (russisch Три встречи, Tri wstretschi), ist eine Novelle des russischen Schriftstellers Iwan Turgenew aus dem Jahr 1845, die 1852 im Februarheft des Sankt Petersburger Sowremennik erschien. Die Übertragung ins Deutsche brachte E. Behre 1870 im Bd. 3 der zwölfbändigen Turgenew-Ausgabe in Mitau heraus.

Dreimal begegnet der Ich-Erzähler, ein russischer Gutsbesitzer, einer schönen russischen Frau – erst an einem 6. Mai in den 1840er Jahren in Sorrent gegen zehn Uhr abends in der Straße della Croce, dann reichlich zwei Jahre später am 22. Juli im russischen Dorf Glinnoje und schließlich nach ein paar Jahren auf einem Maskenball in Sankt Petersburg. Der Erzähler ist der Schönen überaus zugetan. Doch sie weist den dahinschmachtenden Mann wie einen Voyeur ab.

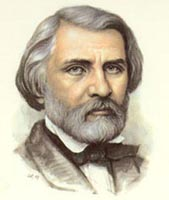
Iwan Turgenew im Jahr 1859

## Fabel
Nach der Birkhuhn-Jagd am Rande des Sumpfes bei Glinnoje rastet der müde Erzähler auf dem Heimwege des Öfteren an einem einsamen Herrenhaus. Bei solcher Gelegenheit wird er im Sommer von einer Gesangsstimme überrascht, deren Lied Passa quei' colli e vieni allegramente … er wiedererkennt. Die schöne Unbekannte hatte es bereits in Sorrent gesungen. Wie am Golf von Neapel steht er allein im Dunkeln vor einem Haus. Wieder öffnet sich ein Fenster. Die Unbekannte erscheint und schaut ihn mit ihren großen dunklen Augen an. Die halb geöffneten Haare fallen auf ihre runden Schultern. Der Erzähler bewundert die weiche Biegung ihres Leibes. Diese Stimme hatte der Lauscher schon einmal als Liebkosung genossen. Die Frau macht einen glücklichen Eindruck. Den Erzähler zieht es zu neuerlichen Jagdausflügen an den Sumpf. So richtig bei der Sache ist der Birkhuhn-Jäger nicht. Er muss zur Kenntnis nehmen, der Ausländer, der tags an der Seite der Schönen im Walde Händchen haltend einherspaziert, ist derselbe wie in Italien. Der Erzähler ermittelt über Dritte den Namen der Frau. Als er ihr später in Moskau vorgestellt wird, erweist sich, diese unvermählte Pelageja Fjodorowna Badajewa ist nicht die gesuchte Frau mit der wundervollen Stimme. Die Auflösung zu der rätselhaften Suche ergibt sich auf dem oben erwähnten Maskenball. Jene Sängerin ist unter dem Namen der Schwester ihrer Freundin – der verwitweten Glinnojer Gutsbesitzerin Anna Fjodorowna Schlykowa – in Europa umhergereist. Der gut aussehende Ausländer hat die Sängerin inzwischen verlassen.

## Zwei Sehnsüchte
Spannung wird bis zuletzt über eine Frage gehalten: Wer ist eigentlich die schöne Sängerin? Von Anfang an ist sonnenklar, der Erzähler hat bei seiner Schönen nicht die kleinste Chance, denn er führt dem Leser eine liebende Frau vor. Leider liebt sie einen anderen.
Lesenswert ist in dem Text die Beschreibung der russischen sommerlichen Natur um jenes einsame, verfallende Gutshaus bei Glinnoje in der Nähe von Michailowskoje.

## Deutschsprachige Ausgaben
Verwendete Ausgabe:
- Drei Begegnungen, S. 4–44 in: Iwan Turgenew: Gesammelte Werke. Bd. 5. Novellen. Herausgegeben und aus dem Russischen übertragen von Johannes von Guenther. 365 Seiten. Aufbau-Verlag, Berlin 1952

## Sekundärliteratur
- Reinhold Trautmann: Zu Form und Gehalt der Novellen Turgenjews. 96 Seiten. Verlag S. Hirzel, Leipzig 1943 in: Abhandlungen der Sächsischen Akademie der Wissenschaften zu Leipzig, Philologisch-Historische Klasse. Bd. 44, Nr. 3